# Vilde Johansen
Pour les articles homonymes, voir Johansen.
Vilde Ingeborg Johansen, née le 25 juillet 1994 à Tønsberg (Norvège), est une handballeuse internationale norvégienne qui évolue au poste de pivot.
Avec l'équipe nationale norvégienne, elle est médaillée de bronze lors des Jeux olympiques d'été de 2020.

## Palmarès

### Sélection nationale

#### Jeux olympiques
- médaillée de bronze aux Jeux olympiques d'été de 2020 à Tokyo

### Club

#### Compétitions nationales
- vainqueur du Championnat de Norvège (3) en 2014, 2015 et 2016 (Larvik HK)
- vainqueur de la Coupe de Norvège (4) en 2013, 2014, 2015 et 2016 (Larvik HK)
- vainqueur de la Coupe du Danemark (1) en 2019 (Herning-Ikast Håndbold)